# Смирнов, Сергей Васильевич (поэт)
Сергей Васильевич Смирно́в (15 [28] декабря 1912, Ялта, Таврическая губерния — 1 января 1993, Москва) — русский советский поэт и переводчик.

## Биография
Родился 15 (28) декабря 1912 года в Ялте в семье фотографа. Детство провёл в родной деревне родителей, Глинино Рыбинского района Ярославской области; учился в школах Рыбинского района и Рыбинска.
С 1932 года работал проходчиком и изолировщиком на строительстве станции метро «Комсомольская» в Москве, затем инспектором отдела кадров Московского завода имени С. П. Горбунова.
Первые публикации были в многотиражке Метростроя. В 1936—1940 годах учился на вечернем отделении Литературного института имени А. М. Горького. Первая книга стихов «Друзьям» вышла в 1939 году в издательстве «Советский писатель».
В годы Великой Отечественной войны — гвардии красноармеец музыкантского взвода 8-й гвардейской Панфиловской дивизии. Член ВКП(б) с 1941 года. После войны недолго работал в газете «Правда». Член Союза писателей СССР с 1947 года.
С 1949 года вёл в Литературном институте семинары поэзии; доцент. Был членом редколлегий журналов «Москва» и «Крокодил». Член правления СП СССР с 1954 года, правления СП РСФСР в 1958—1990 годах.
Умер 1 января 1993 года в Москве. Похоронен на Введенском кладбище (десятый участок).

## Творчество
Автор многих поэтических сборников, поэм, сатирических миниатюр, переводов. Лирика характеризуется мужеством и оптимизмом, проникнута чувством долга и патриотизма, дружбы между народами.

## Поэтические сборники
- 1939 — Друзьям
- 1948 — С добрым утром
- 1949 — Наш дом
- 1951 — Откровенный разговор
- 1953, 1955 — Мои встречи
- 1958 — В гостях и дома
- 1961 — Книга посвящений
- 1963 — Весёлый характер
- 1963 — Гвардии рядовой
- 1965 — Сердце на орбите
- 1966 — Давайте радовать друг друга
- 1966 — Наедине с прекрасным
- 1968 — Таврида — Родина моя
- 1970 — Мои лучшие строки
- 1973 — Моё и наше
- 1977 — Светочи мои
- 1979 — Дорогая моя провинция
- 1974 — Избранные стихотворения и поэмы в двух томах.
- 1983—1984 — Собрание сочинений в трех томах.

## Поэмы
- 1959 — Прекрасная русская (Русская красавица)
- 1963 — Светлана
- 1967 — Исповедь (Свидетельствую сам)
- 1971 — Сердце и дневник

## Лирические песни
- Песня о Ленине
- Советская наша держава
- Ты обычно всегда в стороне
- Котелок
- Песенка пожарного

и другие.

## Сатирические и пародийные сборники
- 1959 — Сто коротких басен
- 1960 — С чувством локтя и ложкой дёгтя
- 1962 — Добро обжаловать М. 1962 (совместно с художником И. И. Игиным)
- 1968 — Избранное — на весь алфавит
- 1977 — Улыбка всерьез
- 1980 — Лира в пользу мира
- 1983 — Мой личный знак
- 1987 — Сатиричинки
- 1988 — Избранное из избранного

## Награды
- Государственная премия РСФСР имени М. Горького (1969) — за поэтические произведения (1967—1968)
- орден Октябрьской Революции
- орден Красной Звезды
- Почётный гражданин Рыбинска